# Kosova (Mustafakemalpaşa)
 (signalé en juillet 2025).
Si vous disposez d'ouvrages ou d'articles de référence ou si vous connaissez des sites web de qualité traitant du thème abordé ici, merci de compléter l'article en donnant les références utiles à sa vérifiabilité et en les liant à la section « Notes et références ».
- Archive Wikiwix
- Bing
- Cairn
- DuckDuckGo
- E. Universalis
- Gallica
- Google
- G. Books
- G. News
- G. Scholar
- Persée
- Qwant
- (zh) Baidu
- (ru) Yandex
- (wd) trouver des œuvres sur Wikidata

Pour les articles homonymes, voir Kosova.
Kosova est un village du district de Mustafakemalpaşa en Turquie.

## Géographie
Le village est situé à 100 km de Bursa et 15 km de la ville de Mustafakemalpaşa.

## Histoire
Créé en 1873, Kosova est un village où vivent principalement des immigrants du Kosovo, de Grèce et de Bulgarie. Ceux-ci ont immigrés à partir de 1843.

## Population
| Données sur la population du village par années | Données sur la population du village par années |
| ----------------------------------------------- | ----------------------------------------------- |
| 2022                                            | 293                                             |
| 2017                                            | 318                                             |
| 2013                                            | 352                                             |
| 2000                                            | 459                                             |
| 1997                                            | 433                                             |

## Économie
L'économie du village repose principalement sur l'agriculture et l'élevage.[réf. nécessaire]